# Tuapa
Tuapa è un villaggio, che costituisce anche una municipalità ed un distretto elettorale, dell'isola di Niue, nell'Oceano Pacifico. Il villaggio si trova sulla costa nord-occidentale, nella regione storica tribale di Motu. Ha una popolazione di 97 abitanti ed una superficie di 12,54 km².
Unica chiesa del villaggio è la Tuapa Ekalesia, situata al centro di un prato a pochi metri dalla costa, coperta da un tetto di tegole.